# ピー・アンド・ジー
ピー・アンド・ジー株式会社は、P&Gジャパンの関連会社で、日本におけるP&Gグループ製品の製造活動全般を担う企業である。

## 沿革
- 2000年 - プロクター・アンド・ギャンブル・ファー・イースト・インク（P&Gファー・イースト、現在のP&Gジャパン）から製造部門を分社化して発足。

## 工場
- 高崎工場（群馬県）
- 滋賀工場（滋賀県） - 旧・マックスファクター滋賀工場
- 明石工場（兵庫県）